# Skellow
Skellow är en ort i unparished area Adwick le Street, i distriktet Doncaster, i grevskapet South Yorkshire, i England. Skellow var en civil parish 1866–1915 när blev den en del av Adwick le Street. Civil parish hade 760 invånare år 1911. Byn nämndes i Domedagsboken (Domesday Book) år 1086, och kallades då Scanhalla/Scanhalle.